# Гайсин
Га́йсин (укр. Га́йсин) — город в Винницкой области Украины. Административный центр Гайсинского района.

## Географическое положение
Расположен на реке Соб, в 94 км юго-восточнее Винницы.

## Население
По данным переписи 1926 года, украинцы составляли 54,9 % населения Гайсина, евреи — 33,9 %, русские — 8,6 %, поляки — 1,6 %.
По данным переписи 2001 года, украинцы составляли 92,44 % населения Гайсина, русские — 6,21 %.
На 1 января 2024 года численность населения города составляла 23 027 человек (без учета внутри перемещенных лиц).

### Языковой состав
По данным переписи 1926 года, украинский язык родным назвали 52,0 % населения Гайсина, идиш — 31,9 %, русский — 13,9 %, польский — 1,4 %.
Родной язык населения по данным переписи 2001 года:
| Язык       | Численность, чел. | Доля     |
| ---------- | ----------------- | -------- |
| Украинский | 23 714            | 93,01 %  |
| Русский    | 1 689             | 6,62 %   |
| Другое     | 92                | 0,37 %   |
| Итого      | 25 495            | 100,00 % |

Украинский язык является основным и единственным официальным языком города.
По данным Государственной службы статистики Украины в 2023/24 учебном году все 161 470 учащихся в учреждениях общего среднего образования в Винницкой области обучались в украиноязычных классах.

## История

### От основания до 1890-х годов
Согласно распространенной версии, название города имеет тюркское происхождение. По одной из версий, название происходит от тюркских кочевых племен черных клобуков, которые проживали в этих краях XI—XII веках. «Гайсин» — тюркское слово, означающее «стан на холме». Также сообщается, что название города Гайсин и села Гайшин происходит от башкирского имени Гайса.
После Люблинской унии 1569 года территория, на которой расположен Гайсин, вошла в состав Речи Посполитой. Через 11 лет после образования Брацлавского воеводства (1580) земли, расположенные в среднем течении реки Соб, были подарены польским королём Стефаном Баторием шляхтичу Тромчинському. Территорию эту назвали Гальщиной. С этого времени и начинается история города Гайсина, который ещё называли Гальшин, Гайшин или Айсин. В начальный период город (так же, как окружавшие его сёла) непрерывно передавался во владение, или, точнее, в своеобразное «кормление» от одного хозяина к другому.
В 1600 году Гайсин по королевской привилегии основал шляхтич Свирский. С 1605 года город от владевших им на тот момент Оришевских перешёл к Ядвиге Ружинской (по 4-му мужу — Одрживольской). Впрочем, споры с соседями за право владения Гайсином продолжались. Только в 1616 году Гайсин «окончательно» передан в «пожизненное владение» семье Одрживольских.
16 ноября 1621 года польский король Сигизмунд III подарил Гальшин с землёй шляхтичу Яну Дзержку за военные заслуги.
По переписи 1629 года в городе проживало 822 жителя. На карте Г. де Боплана (1639) Гальшин значится как посёлок городского типа.
Сильно пострадал Гайсин в ходе национально-освободительной войны Богдана Хмельницкого (1648—1654), которая сопровождалась грабежами и массовыми убийствами евреев.
В 1659 году король Ян-Казимир пожаловал Гайсин запорожскому старшине Максиму Булыге. Вероятно, это отражало тогдашнюю геополитическую ситуацию: Речь Посполитая с трудом контролировала окраины, на которые претендовали также Османская империя и Русское царство. В этих условиях «подарок» мог означать формальное признание фактических обстоятельств: в условиях разразившейся на Украине гражданской войны среди казачества лояльная Кракову часть запорожцев была той военной силой, которая могла реально противостоять турецкой и московской экспансии.
Однако уже через год, в 1660 году, Гайсин (вместе с селом Кисляк) передаются на «дожиттєве право» Станиславу Якубовскому.
В 1699 году, согласно Карловицкому мирному договору, Турция оставила Гайсинские земли Польше. Здесь опять утвердились польские феодалы, между которыми постоянно происходили междоусобные войны. За территорию Гайсинщины спорили между собой Огинские и Саниги. В результате этой борьбы Гайсин в 1701 году был полностью разграблен.
Вся середина XVIII века выдалась крайне неспокойной. В ходе гайдамацких восстаний 1734 и 1750 годов традиционно в первую очередь подвергалось массовому избиению польское и еврейское население Умани, Гайсина и других населённых пунктов Брацлавского воеводства. Точное количество жертв подсчёту не поддаётся. Тем не менее практически все источники фиксируют факт тотального исчезновения еврейских общин на охваченной восстанием территории.
22 ноября 1744 году польский король Август III пожаловал Гайсину магдебургское право и герб с изображением серебряного орлиного крыла в зелёном поле, а в следующем году разрешил учредить в Гайсине четыре ежегодных ярмарки.
В 1768 году украинское население Гайсинщины активно участвовало в Колиивщине — восстании гайдамаков, вновь сопровождавшимся массовыми убийствами поляков и евреев Гайсина. После подавления Колиивщины земли Гайсинщины были поделены между магнатами Потоцкими, Ярошиньскими, Собаньскими, Холоневскими и другими. Сам Гайсин с окрестными селениями был в 1775 году отдан во владение Антонию Ледуховскому. В 1783 году он получил королевскую привилегию на право владеть городом и окружающими селами на 50 лет. Однако уже в 1789 году Гайсин от Ледуховского перешёл к графу Феликсу Потоцкому, который в Гайсинском уезде имел 10 тыс. десятин земли и 1200 десятин леса.
22 мая 1792 г. Гайсин стал окружным городом.
После второго раздела Речи Посполитой в 1793 году Гайсин вошёл в состав Брацлавского наместничества Российской империи С образованием Подольской губернии Гайсин 29 августа 1797 г. стал уездным городом; статус подтверждён в 1804). Уезд делился на три округа (Куна, Теплик, Терновка). Тогда же здесь была построена каменная Свято-Николаевская церковь.
С 1793 г. в Гайсине существовала Городская дума, её компетенция ограничивалась делами городского коммунального хозяйства, сбором налогов и содержанием городской полиции, школ, больниц и пр. В 1793—1861 гг. в Гайсине имелся также Городской магистрат, выполнявший судебные, административно-полицейские и налоговые функции.
В конце XVIII века Гайсинским старостой был полковник Петр Чечель (1754—1843), известный тем, что, приобретя в Староконстантиновском уезде несколько сёл, построил в одном из них великолепный дворец, где обустроил свою резиденцию.
По переписи 1790 года в Гайсине числилось всего 50 евреев. Позднее еврейское население быстро росло, уже к 1800 году число евреев в Гайсине достигло 1275 человек при общей численности населения 1857 человек. Увеличение доли еврейского населения в Гайсине объясняется в значительной мере тогдашней внутренней политикой.

Въ положеніи объ Евреяхъ, 9 декабря 1804 года изданномъ, между прочимъ, постановлено было, чтобъ по истеченіи трехъ летъ, то есть къ 1808 году, никто из них въ селахъ и деревняхъ не имелъ жительства. Въ теченіе сего трехлетняго срока различные обстоятельства, съ бывшею войною сопряженныя, затрудняли исполненіе сей меры; въ следствіе чего признано нужнымъ: оставя изданное о Евреяхъ положеніе во всей его силе, для удобнейшаго его исполненія, постановить следующій распорядокъ, коимъ бы переселеніе Евреевъ безъ малейшаго отлагательства и послабленія было приведено в действо, и въ следствіе сего повелено переселеніе Евреевъ из селъ и деревень, начавъ непременно съ предназначеннаго въ общемъ положеніи срока, произвести въ теченіе трехъ летъ, по крайней мере по одной третьей ихъ части въ каждый годъ, такъ чтобъ по истеченіи 1810 года никого изъ нихъ въ селахъ и деревняхъ не оставалось.— 
В начале XIX века, во время участия России в военных действиях в Европе, в городе размещался Северский драгунский полк, в котором служил автор «Энеиды» И. П. Котляревский.

В 1834 еврейская община Гайсина насчитывала 1692 человека. Она содержала синагогу, бейт-мидраш, два молитвенных дома и 6 хедеров. В городе было три раввина, два шамеса, 4 габая, один чтец свитка Торы, два человека, трубящих в шофар в праздник Рош Гашана. Община содержала также двух шойхетов и трёх могелей.— 
В первые десятилетия XIX века Гайсин представлял собою незначительное местечко со смешанным еврейско-украинским населением. О финансовом его положении говорят следующие факты.
В «Постановлениях о городских доходах» встречаем постановление от 29 мая 1836, в котором разрешается на содержание местной полиции выделять из казны 2000 руб. ассигнациями в год «по недостаточности городских доходов».
Недостаточное финансирование отрицательно сказывалось на организации и работе местного самоуправления, тормозило его развитие. 

Повелено въ Гайсине оставить Магистратъ въ прежнемъ положеніи, впредь до изыскания источниковъ къ умноженію городскихъ доходовъ, съ тем: (…) 2) чтобы местное губернское начальство, при первомъ открытіи новыхъ способовъ къ достаточному увеличенію городскихъ доходовъ, представило Министерству Внутреннихъ Делъ свои соображенія о возможности учрежденія Думы (…).
Для развития губернии правительством предпринимался ряд практических шагов, включая предоставление специальных льгот:

1841 декабря 24. Для возвышенія благосостоянія городовъ Подольской губерніи, дарованы льготы купцамъ, мещанамъ и вообще людям свободного состоянія, переселяющимся въ сіи города изъ местностей, непринадлежавшихъ къ западнымъ губерниямъ.
«Городские присутственные места» в эти годы включали в себя:
- Магистрат (заведовавший судебными и опекунскими делами граждан, а также городским хозяйством Гайсина; состав: Городской голова, два бургомистра и четыре ратмана);
- Сиротский суд;
- Словесный суд;
- Городское Депутатское Собрание;
- Квартирную Комиссию (занималась вопросами расквартирования воинских частей)[34].

В 1843 в Гайсине поселился богатый купец Исраэль Розин (Розинг), взявший в откуп производство спирта и торговлю алкоголем. Его широкая благотворительная деятельность среди местных жителей и солдат была вознаграждена в 1857 высочайше пожалованной серебряной медалью за оказанные им неслужебные отличия. Во время свирепствовавшей в Гайсине в 1855 эпидемии холеры Розин взял на себя оплату услуг и доставку к больным городского врача, всех необходимых лекарств и медикаментов, а также бесплатную раздачу спирта.
В 1844 году в с. Красносёлке Гайсинского у. был основан Красносёлковский сахароваренный завод.
В 1852 году в Гайсине было зарегистрировано 60 ремесленников-христиан и 76 ремесленников-евреев.
К 1855 году соотношение евреев и христиан составило 1246 к 1305, при этом число еврейских купцов составляло 271, христианских — 45. Среди еврейского населения было много ремесленников.
В 1858 году в Гайсине насчитывалось 10 106 жителей (5316 мужчин и 4790 женщин), городской бюджет составлял чуть более 5000 руб. (доход — 5060 руб. 93,75 коп., расходы — 5055 руб. 25 коп.).
В 1859 году в с. Могильной Гайсинского у. был основан Могильнянский сахароваренный завод.
В 1859 году уездным предводителем дворянства в Гайсине был коллежский регистратор Карл Викентьевич Лисовский, письмоводителем — губернский секретарь Матвей Фёдорович Рахальский, уездным судьёй — титулярный советник Арсений Александрович Данилевич, городничим — майор Иван Данилович Францишкевич-Яновский. Депутатами Квартирной комиссии состояли: от дворян — отставной поручик Пётр Фелицианович Пузынский, от мещан-христиан — Матей Дубчак, от евреев — Берко Морткович Гузь. Во главе земского суда состоял исправник надворный советник Василий Григорьевич Лапчинский. Имелось два врача: уездный штаб-лекарь надворный советник Лаврентий Викентьевич Вандаловский, городской — коллежский асессор Пётр Мартинович Галищинский. Состав магистрата: городской голова — мещанин Никифор Иванович Бугрило, бургомистры — Иосиф Иванович Мельник и Матвей Матвеевич Боровик, ратманы от мещан-христиан — Игнатий Григорьевич Титоренко и Алексей Самойлович Кравцов, от евреев — Аврум Хаимович Лернер и Мортко-Шимон Лейбович Горвиц, секретать — титулярный советник Модест Иванович Шиманский.
В 1860 году число еврейских ремесленников-мастеров составило 95 человек.
В 1863 году в Гайсине насчитывалось 9630 жителей (4952 мужчины и 4678 женщин), в том числе 2175 евреев (1050 и 1125). Таким образом, за пять лет (смотри выше) население города уменьшилось на 476 человек. В городе насчитывалось 691 здание (в том числе 262 «отдельных еврейских»). При этом только восемь из них были каменными. 525 владельцев домов и другой недвижимости платили с неё 571 руб. налога. Городские доходы составили 5651 руб. Имелась одна синагога и три молитвенных еврейских школы.
Свеклосахарное производство: в сезон 1864—1865 годов на двух заводах Гайсинского уезда было произведено 24 480 пудов сахару-песку (13 392 в Красносёлке и 11 088 в Могильной).
В 1868 году в м. Соболёвке Гайсинского уезда был основан Соболёвский сахароваренный завод.
Реформы 1860—1880 годов значительно ускорили промышленное развитие Гайсина. Производство суконной мануфактуры в Гайсинском уезде составило более половины общего производства мануфактуры всей Подольской губернии. В городе открылась фабрика по производству шелка. В 1870 г. построен кирпичный завод, открылись две табачные фабрики (1880 и 1897). Ещё через некоторое время на окраине города выросли паровая мельница и сахарный завод.
В 1876 году в Гайсине открылась типография мещанки Удлы Лейбовны Шварцман.
Когда в 1881 году уезды были поделены на волости, то в состав Гайсинского уезда вошло 12 волостей с общим количеством населённых пунктов 144. В уезде начали закрывать униатские церкви, а вместо них открывались православные.
В последней четверти XIX века в Гайсине устраивались ярмарки. Продукцию местных фабрик и ремесленные изделия вывозили и в соседние городки: Гранов, Китайгород, Киблич, Соболевку. Это способствовало формированию значительного купеческой прослойки.
В мае 1886 года по инициативе протоиерея Никандра Гаврииловича Михневича был заложен Свято-Покровский городской собор. Это было пятикупольное кирпичное сооружение на каменном цоколе с колокольней. Внутри размещался деревянный трёхъярусный иконостас. Возле собора находилось церковное кладбище. В 1930-х годах храм, как и многие другие культовые сооружения, был разрушен по приказу властей. Теперь на месте собора и прилегавшего к нему кладбища находится центральная площадь Гайсина — площадь Мира.
В 1893 году в Гайсине открылась вторая типография — купеческого сына Нухима Вольковича Вайнштейна.

### От конца XIX века до конца Первой мировой войны

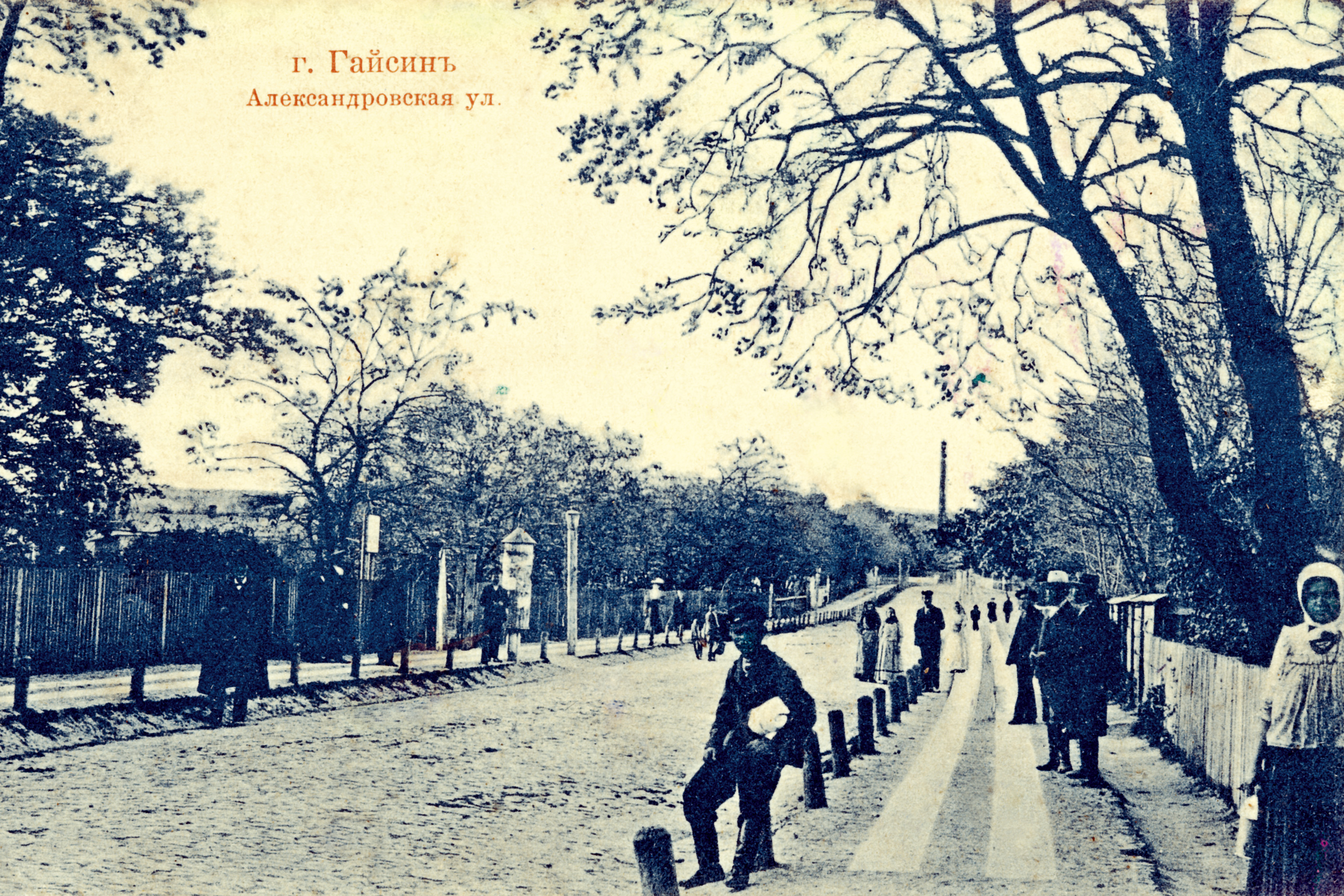
Гайсин, ул. Александровская (ныне — Богдана Хмельницкого). Дореволюционная открытка

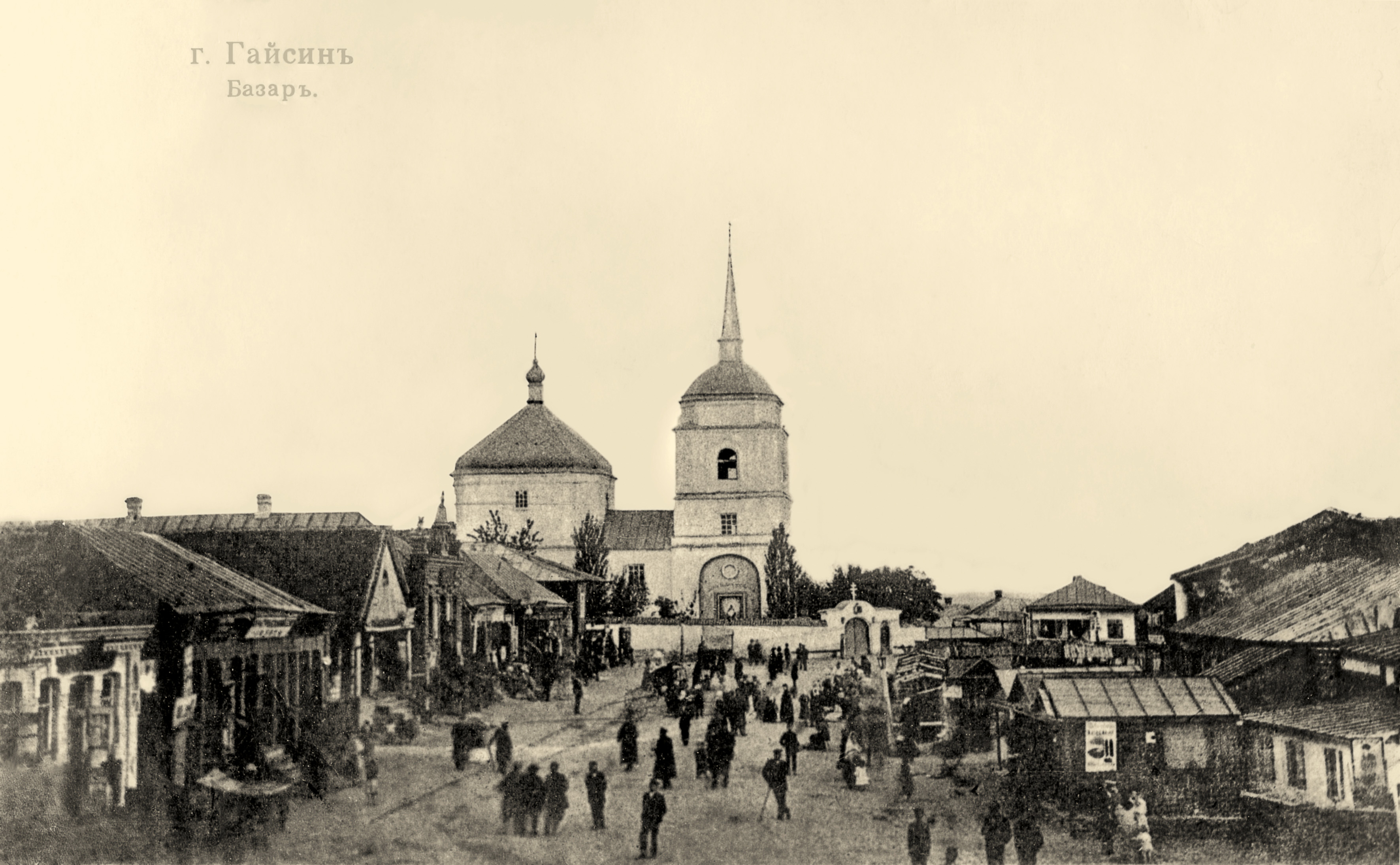
Гайсин, Базарная площадь со Свято-Никольской церковью. Дореволюционная открытка

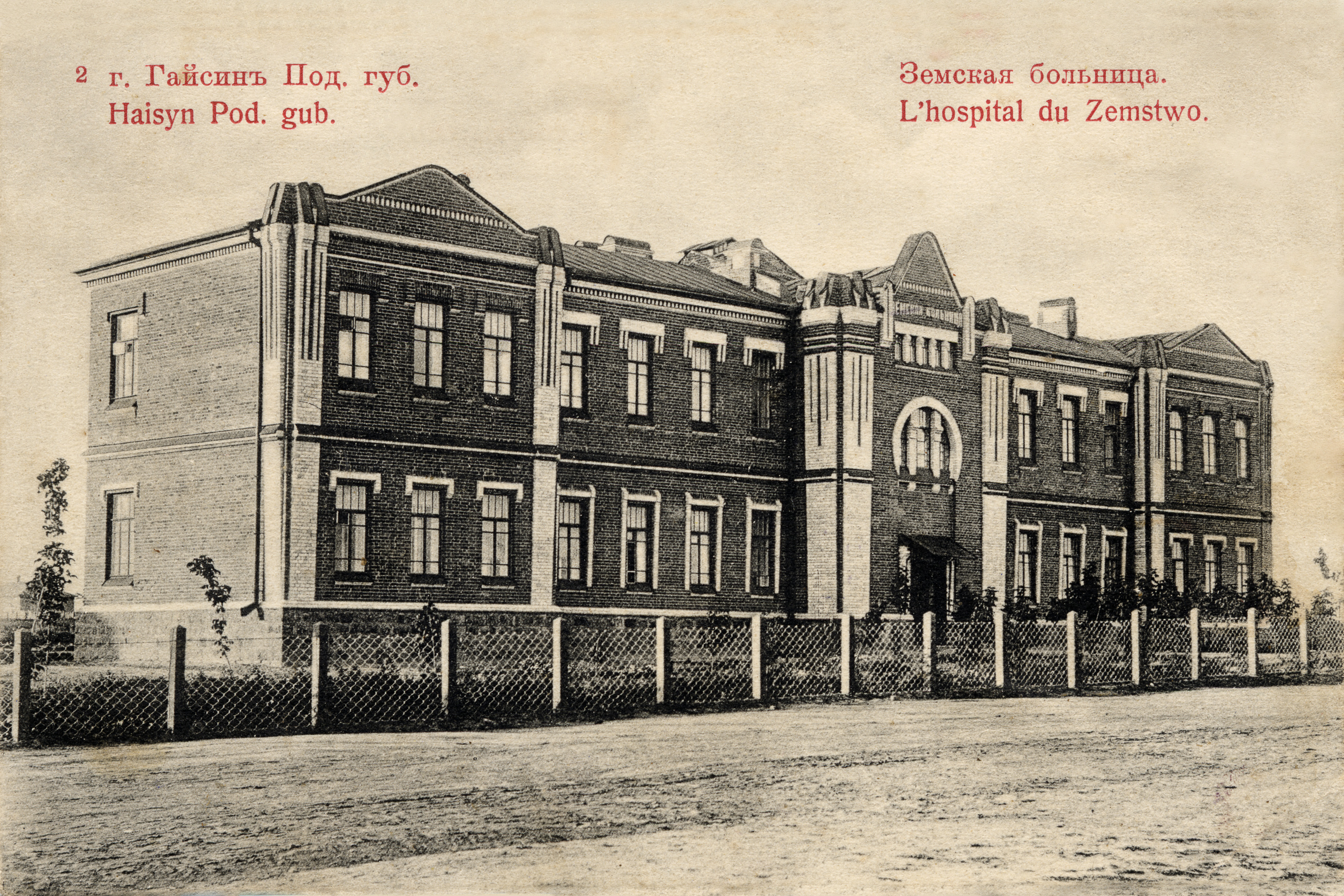
Гайсин, земская больница. Дореволюционная открытка

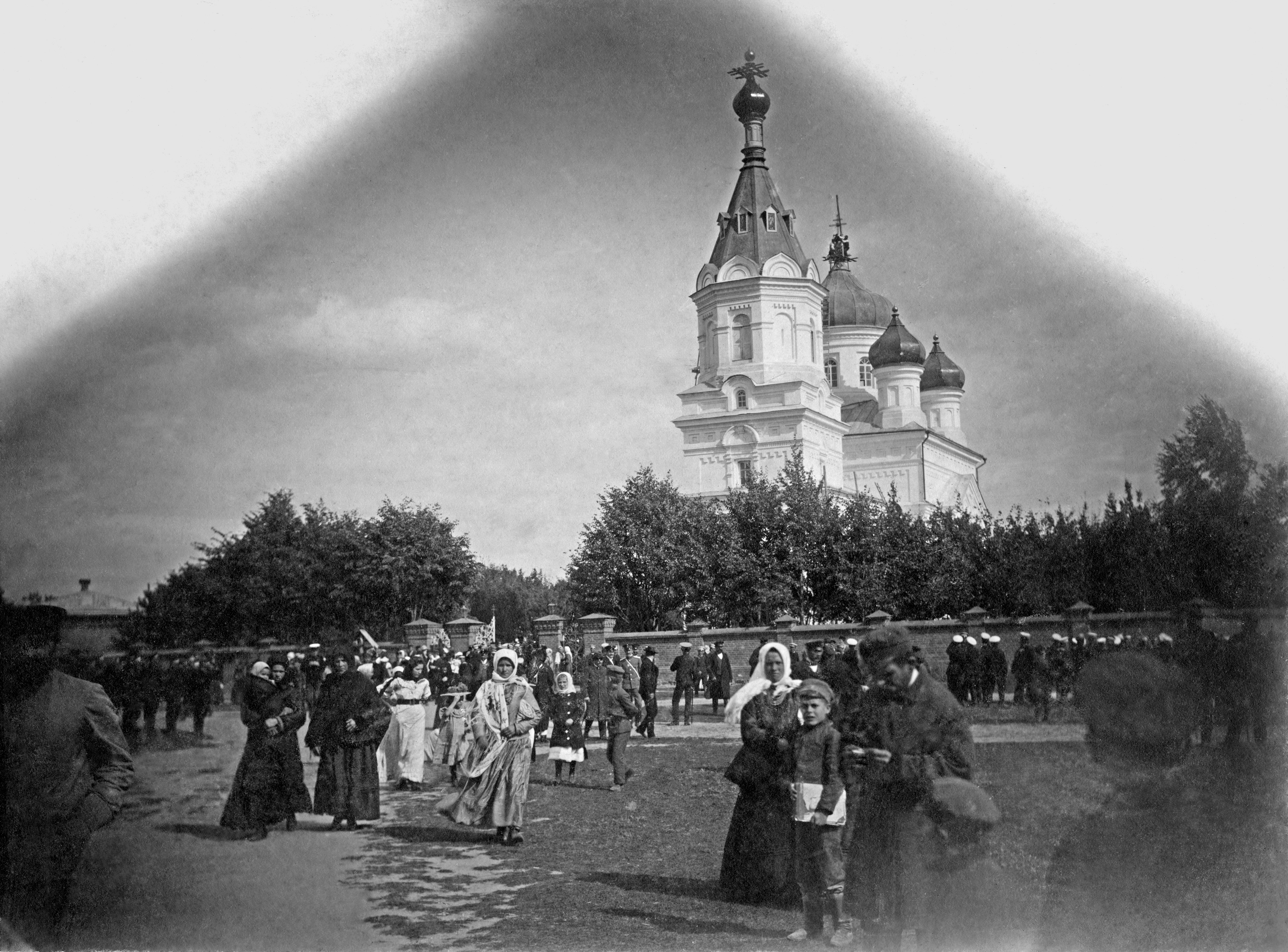
Гайсин, Свято-Покровский городской собор. Дореволюционное фото

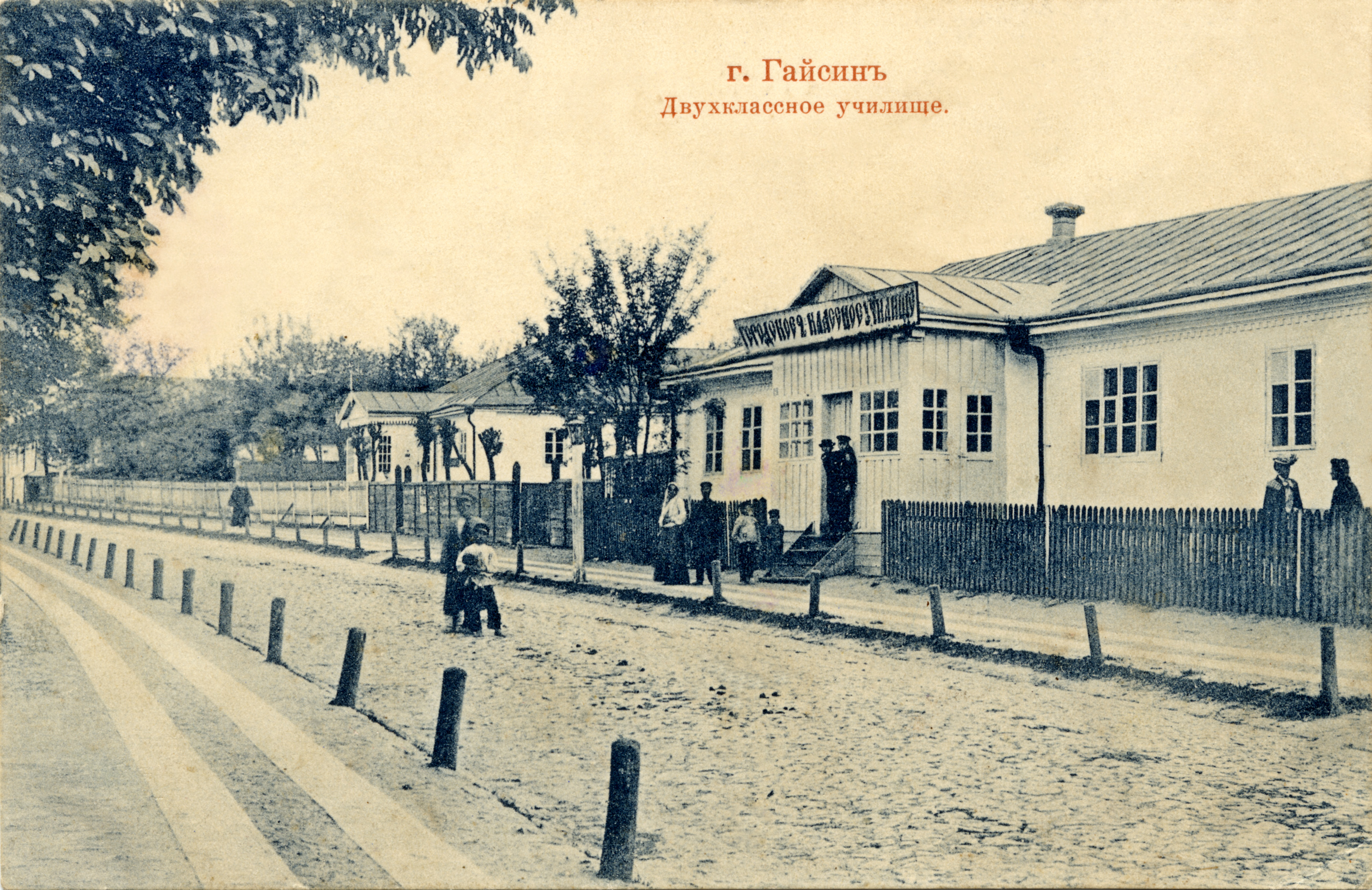
Гайсин, двухклассное училище. Дореволюционная открытка

В 1895 исполняющим должность уездного предводителя дворянства состоял мировой посредник 1-го уч. Гайс. у. статск. сов. барон Ал-др Густав. Пиллар фон Пильхау. Уездным исправником состоял кол. сов. Андрей Львович Винницкий, начальником тюрьмы — отст. кап. Феофан Фёд. Игнатенко, казначеем — надв. сов. Ник. Станисл. Барщевский, уездным воинским нач. — полк. Ник. Ив. Попов (после выхода в отставку с производством в ген.-майоры был избран городским головой и активно занимался благоустройством города). Гайсинскую почтово-телеграфную контору возглавлял губ. секр. Ал-др Феофилактович Цециниовский, его помощник — кол. секр. Иван Ал-дрч Голембиовский.
Городским головой в 1895 в Гайсине был купец Конст. Ал-дрч Щецинский, настоятелями Покровской соборной церкви и Свято-Николаевской церкви — соответственно прот. Никандр Михневич и свящ. Влад. Грепачевский, казённым раввином — Зейлик Меерович Грейзбарт.
Городской больницей заведовал городской врач надв. сов. Мих. Як. Крыжановский, смотритель — надв. сов. Алексей Герас. Резников. Уездный врач и содиректор Гайсинского уездн. тюремн. отделения кол. ас. Никандр Феофанович Драгомирецкий в 1895 был переведён в м. Ново-Ушицу, а приехавший на его место из Ново-Ушицы кол. сов. И. В. Ромишовский вышел в отставку и был заменён переведённым в Гайсин из Копайгорода Мог.-Под. у. Н. К. Жилинским. Была в Гайсине одна аптека (влад. — жена провизора Валерия Игн. Сецинская, аренд. — дворянин Октавиан Войцехович Комошинский, управл. провиз. — Ив. Павл. Сецинский). Кроме казённых, население города пользовали два вольнопрактикующих врача — Антон Иннокент. Вильчопольский и Лейба Захариевич Ратнер.
В городе действовали две типографии и одно двухклассное народное училище (штатный смотритель, он же преп. ист. и геогр. — кол. ас. Ал-др Фёд. Камкин, законоучители — протоиерей Н. Г. Михневич и свящ. Вл. Захарьев. Грепачевский).
В городе действовали:
- винокуренный з-д Алтера Скупника (управляющий, он же арендатор — Сруль Осман),
- табачная ф-ка Хаима Зальцмана (он же и упр.),
- кожевенный з-д Иося Поляка (он же и упр.),
- вальцовая паровая мельница Ал-дра Лангера.

Следует упомянуть также находившийся рядом с Гайсином пивоваренный завод в Куне (владелец — дворянин Цеслав Эдуардович Ярошинский, арендатор и управляющий — мещанин Карл Осипович Рогозинский).
Библиотек, книжных магазинов и фотографий на 1895 в Гайсине не имелось.
В Гайсинском уезде действовали три крупных на то время сахарных завода (в Красносёлке, Могильном и Соболёвке).
В 1896 в Гайсине насчитывалось 9367 жителей, в том числе евреев 5152 (55,5 %), православных 3840 (41,0 %). Имелись одна церковь, одна синагога, пять еврейских молитвенных домов, одна раскольничья часовня, жилых домов — 1042. Заводов и фабрично-промышленных заведений — девять, в том числе один винокуренный завод, один свечно-сальный, одна табачная фабрика, один медно-чугунолитейный завод. Одно двухклассное мужское училище и одно женское училище, с приготовительными при них классами и рукодельным классом при женском училище. Больница одна.
Согласно переписи 1897 года в Гайсине проживало 9374 жителя, в том числе:
- 4724 мужчины и 4650 женщин,
- 7582 местных уроженца, 641 уроженец др. уездов Под. губ, 1135 из др. губ., 16 иностранцев,
- 7733 мещан (3769 м. +3964 ж.), 1075 крестьян (676 м. + 399 ж.)[Комм 3], 356 дворян[Комм 4], 109 купцов (53 м. + 56 ж.), 43 потомственных и личных поч. гр. с чл. семей (22+21), 33 лица духовного звания с членами семей (20 м. + 13 ж.), 17 иностранных подданных, 8 чел. принадлежали к др. сословиям, 1 сословной принадлежности не указал.
- по родному языку: евреев 4322 (46,11 %), малороссов 3946 (42,1 %), великороссов 884 (9,43 %), поляков 167 (1,78 %)[48], татар 24, немцев 13, других 17,
- по вероисповеданию: православных 4 557 (всего в уезде 212 002), иудеев 4321 (всего в уезде 21 438), старообрядцев и «уклоняющихся от православия» 264, римокатоликов 181, магометан 30, лютеран 15, армяногрегориан 4, армянокатоликов 2,
- по возрастам: детей до года 303 (159 м. + 144 ж. соотв.), от года до 9 лет вкл. 2086 (1060+1026), 10-19 лет 2197 (1023+1174), 20-29 лет 1715 (970+745), 30-39 лет 1102 (532+570), 40-49 лет 885 (453+432), 50-59 лет 580 (275+305), 60-69 лет 322 (158+164), 70-79 лет 130 (66+64), 80-89 45 (24+21), 90-99 лет 7 (3+4)

Известный историк-краевед Е. Сецинский сообщал, что в 1899 году в городе проживало более 4 тысяч православных, 306 раскольников-поповцев, 174 католика, 9 лютеран, около 6,5 тысяч иудеев.
Значительным событием для города стало открытие Южным обществом подъездных путей в 1900 узкоколейной железной дороги Житомир-Ольвиополь, проходившей через Гайсин. К тому времени город становится одним из крупнейших на Подолье. Городской бюджет Гайсина в 1900 составил более 30 тыс. руб. (36 437 руб. — доходная часть, 23 944 руб. — расходная).
К 1902 в Гайсине проживало 10 765 жителей. Имелось городское училище. На 23 фабриках и заводах трудился 631 работник, суммарное годовое производство составило 656 820 руб.
Из городских предприятий этого периода известны:
- паровая мельница Авр. Вольк. Стала (12 рабочих) и водяная Мордко Бениаминовича Штерна,
- пивоваренный завод Алоизия Людв. Пильковского (18 рабочих),
- табачные фабрики Хаима Гейниковича Зальцмана (ул. Почтовая, 50 рабочих) и Янк. Шиман. Койермана и Айз. Тевел. Куценогого (26 рабочих),
- типографии Нухима Вольковича Вайнштейна (с 1893) и Удлы Шварцман (с 1876).

Кроме того, в городе имелись торговые заведения:
- аптека Валерии Игнатьевны Сецинской,
- винная бакалея и железная торговля Зельмана Шлёмовича Лошака (ул. Почтовая),
- бакалеи Пейси Дувидовича Полякмана и Хаима Янкелевича Тылипмана,
- казённый винный склад,
- галантереи Иося Ицковича Оксмана и Хаи Аврумовны Фас,
- железная торговля Гершко, Хаима и Паития Киблицких,
- книжный магазин Лейзера Поляка,
- торговля кожаными изделиями Нухима Хаимовича Драгуна (ул. Почтовая),
- торговля изделиями из кораллов Лейбы Дувидовича Пантиовича и Давида Спивака,
- магазины мануфактурных товаров Гершко Берковича Векслера; Ноиха Мошковича Драгуна (на Почтовой); Шевеля Куценогого и Боруха Гройсмана; Мошко Тодресовича Полякмана и Дизика; Эля Зельмановича Сироты; Гершко Алтеровича Скупника,
- мебельная торговля Шимшона Хаимовича Зальцмана (на Почтовой),
- посудная лавка Лейзера Гершковича Киблицкого,
- рыбная торговля Айзика Тевелевича Куценогого,
- фотография Михаила Густынского.

Городское чиновничество и земство представляли:
- предводитель дворянства — коллежск. асессор Вас. Степ. Завойко,
- исправник — отставной штабс-капитан Алексей Степ. Мандровский,
- городской голова — генерал-майор в отставке Николай Иванович Попов,
- мировые посредники: 1-й уч.— кол. ас. Григорий Максимович Семенцов, 2-й уч. — статский советник Степан Вас. Савицкий,
- председатель Брацлавско-Гайсинского уездного съезда — кол. сов. Конст. Мих. Маков,
- уездный врач — исполняющий должность кол. сов. Николай Кондратьевич Жилинский[Комм 6],
- воинский начальник — полковник Ад(ам?) Мих. Чайковский,
- мировые судьи: 1-й уч. — надв. сов. Александр Григ. Никольский, 2-й уч. — статск. сов. Виктор Александр. Шафиров (Гранов), 3-й уч. — кол. сов. Мих. Вуколович Щербанов (Теплик), 4-й уч. — статск. сов. барон Георгий Авг. Майдель (Ладыжин),
- судебные следователи: 1-й уч. — титулярн. сов. Никандр Ант. Моисеенко, 2-й уч. — титулярн. сов. Александр Ив. Бакал, 3-й уч. — окончивший университет Пашковский (Теплик),
- нотариус — Вас. Осипович Романенко,
- податной инспектор — коллежский асессор Иван Ант. Пашковский,
- казначей — коллежский советник Поликарп Ант. Боржковский,
- акцизный надзиратель 6-го округа — надв. сов. Поликарп Як. Рудаковский; помощники — кол. ас. Павел Мих. Евдокимов (Теплик), Дм. Серг. Чеботарев, кол. секр. Сергей Ал-дрович Венгржановский,
- лесничий Гайсинского лесничества — кол. ас. Иван Ив. Олифан[52].

В 1902 в Гайсине открылась библиотека.
Погромы 1905 года привели к началу оттока еврейского населения за границу. Сказалось это и на Гайсине, где произошло ощутимое снижение численности евреев.
По состоянию на 1910 год Гайсин занимал площадь в 2500 десятин 1936 квадратных саженей. Жителей в нём насчитывалось 13 222 человека, из них 6512 мужчин и 6710 женщин. По вероисповеданиям: православных 6208 человек, католиков 359 человек, магометан 14 человек и евреев 6629 человек.
Накануне Первой мировой войны на Гайсинщине уже действовало 36 предприятий, на которых работало 970 рабочих. В 1914 году в городе открылась метеорологическая станция. Меняется к лучшему облик города. Строятся каменные сооружения: городская больница (впоследствии земская, ныне — ЦРБ), банк и Гранд-отель, дома в стиле модерн: Шпильберга (теперь отдел статистики), адвоката Литваковского (Дом школьника). Значительное внимание уездная земская управа уделяла развитию здравоохранения. На её средства построили аптеку, содержался один свободно практикующий врач и пять фельдшеров. Заботилось земство и о развитии образования: помимо финансирования учебных заведений и учительской семинарии, управа назначала стипендии гайсинчанам, обучавшихся в различных учебных заведениях.
Во время Первой мировой войны здесь был дислоцирован 75-й Севастопольский пехотный полк Юго-Западного фронта.

### Период гражданской войны
В 1917 семь тысяч евреев Гайсина составляли более половины населения города.
С началом революции 1917 года в России прошли первые крупные еврейские погромы. Не обошли они и Гайсин, где в это время орудовала банда Медынского. Когда местный большевик Киселев организовал отряд самообороны для борьбы с бандитами, в него вошли и евреи местечка.
Большевистские части (7-й армии Юго-Западного фронта) впервые захватили Гайсин 2 февраля 1918.
В июне 1918 г. Гайсинский уездный комитет Совета крестьянских депутатов распространил листовку с осуждением факта избрания гетмана и в поддержку Центральной Рады. Гайсинский уездный староста А. А. Савостьянов на Подолье сообщил министру внутренних дел об арестах помощника уездного комиссара и председателя народной управы за выпуск этой листовки.
В 1918—1920 имели место еврейские погромы, сопровождавшиеся массовыми жертвами. В них принимали участие части Добровольческой и Красной армии, Директории, гетмана; особенно зверствовали многочисленные банды. Власть в Гайсине менялась непрерывно. Данные о числе жертв противоречивы. 152 человека было убито в мае 1919.
12 мая в Гайсине было убито 390 человек.
В мае 1919 во время захвата Гайсина бандой атамана А. Волынца было убито 1200 человек, преимущественно евреев. Позднее, в том же году при захвате Гайсина деникинцами имели место грабежи, изнасилования женщин.
Между 20 и 25 июля 1919 в Гайсине вновь произошёл жестокий погром.
Убийства евреев сопровождались крайней жестокостью:

Наиболее частый тип погрома таков. Вооружённые люди врываются в город или местечко, рассыпаются по улицам, устремляются группами в еврейские квартиры, сеют смерть, не разбирая ни возраста, ни пола, зверски насилуют и нередко затем убивают женщин, вымогают деньги под угрозой смерти и потом всё-таки убивают, захватывают — что могут унести, ломают печи, стены, в поисках денег и ценностей. За одной группой приходит в тот же дом вторая, за ней третья и так далее, пока не останется решительно ничего, что можно было бы унести или увести. В Переяславе во время погрома 15—19 июля, учинённого Зелёным, каждая еврейская квартира посещалась бандитами 20—30 раз в день. Позднее дело доходит до оконных стекол, кирпичей и балок. И убитые и уцелевшие раздеваются до нижнего белья, а то и догола. К новоявленной власти отправляются депутации из евреев или благожелательных христиан просить о прекращении погрома. Власть соглашается под условием выплаты уцелевшим еврейским населением контрибуции. Вносится контрибуция, потом предъявляются новые требования доставить столько-то сапог, мяса и так далее. В то же время группы продолжают терроризировать оставшихся евреев, вымогать деньги, убивать, насиловать. Затем в город или местечко вступает противник, нередко доканчивающий ограбление евреев и продолжающий дикие насилия. Прежние громилы исчезают, чтобы снова вернуться через несколько дней. […] Чрезвычайно часто евреев сгоняют для массового умерщвления, истязаний и ограблений, в один дом: в синагогу — Иванков, Ротмистровка, Ладыженка, — в Управу или Исполком, — Фундуклеевка, Ладыженка, Новомиргород, — или просто в какой-нибудь дом, — Гайсин, Давыдка.
В октябре 1919 г. город был занят частями Добровольческой армии. По-видимому, к новому году деникинцев в городе уже не было: 7 января 1920 г., в среду, в Гайсин по пути из Винницы прибыли премьер-министр правительства УНР И. Мазепа и члены правительства полковник Н. Никонов и референт П. Феденко. Мазепа так описал ситуацию, которую он застал в городе (пер. с укр.):

В самом Гайсине уже более двух недель не было ни власти, ни охраны. Царило полное безразличие, апатия. Никто и не думал организовывать власть. Даже местный повстанческий атаман Волынец, с которым имел тогда свидание Федченко, сидел в одном из соседних сёл возле Гайсина и «отдыхал» себе, не имея работы.
В феврале 1920 г. Гайсин был захвачен Красной Армией, в мае — бандой Тютюнника, затем — бандой Волынца. И каждый переход города из рук в руки сопровождался погромами и грабежами.

### 1920—1991 годы
После перехода в наступление советских войск 6 июня 1920 года, 13 июня 1920 года сводная дивизия РККА под командованием П. А. Солодухина атаковала и заняла Гайсин (превращённый в главный опорный пункт 6-й польской армии, который обороняла 18-я польская пехотная дивизия).
С 1920 года здесь началось издание местной газеты.
В 1922 году в Гайсине дислоцировалась 24-я Самарская стрелковая дивизия, потом — части 2-го кавалерийского корпуса Котовского (штаб — в Умани) Вооружённых Сил Украины и Крыма.
В 1922 году на педагогич. курсах в Гайсине было открыто отделение с преподаванием на идише.
В период НЭПа наблюдается кратковременное возрождение торгово-предпринимательской активности в еврейской среде, однако со свертыванием НЭПа и прекращением частно-торговой деятельности часть гайсинских евреев была вынуждена вступить в организованный в городе еврейский колхоз.
В 1923—1925 годах Гайсин был центром Гайсинского округа Украинской ССР.
По данным переписи 1926 года, украинцы составляли 54,9 % населения города, евреи — 33,9 %, русские — 8,6 %, поляки — 1,6 %. Украинский язык родным назвали 52,0 % населения Гайсина, идиш — 31,9 %, русский — 13,9 %, польский — 1,4 %. В 1926 году в Гайсине проживало 5190 евреев, в 1939-м — 4109.
В конце 1930-х гг. была снесена большая синагога, закрыта малая синагога и еврейская школа.

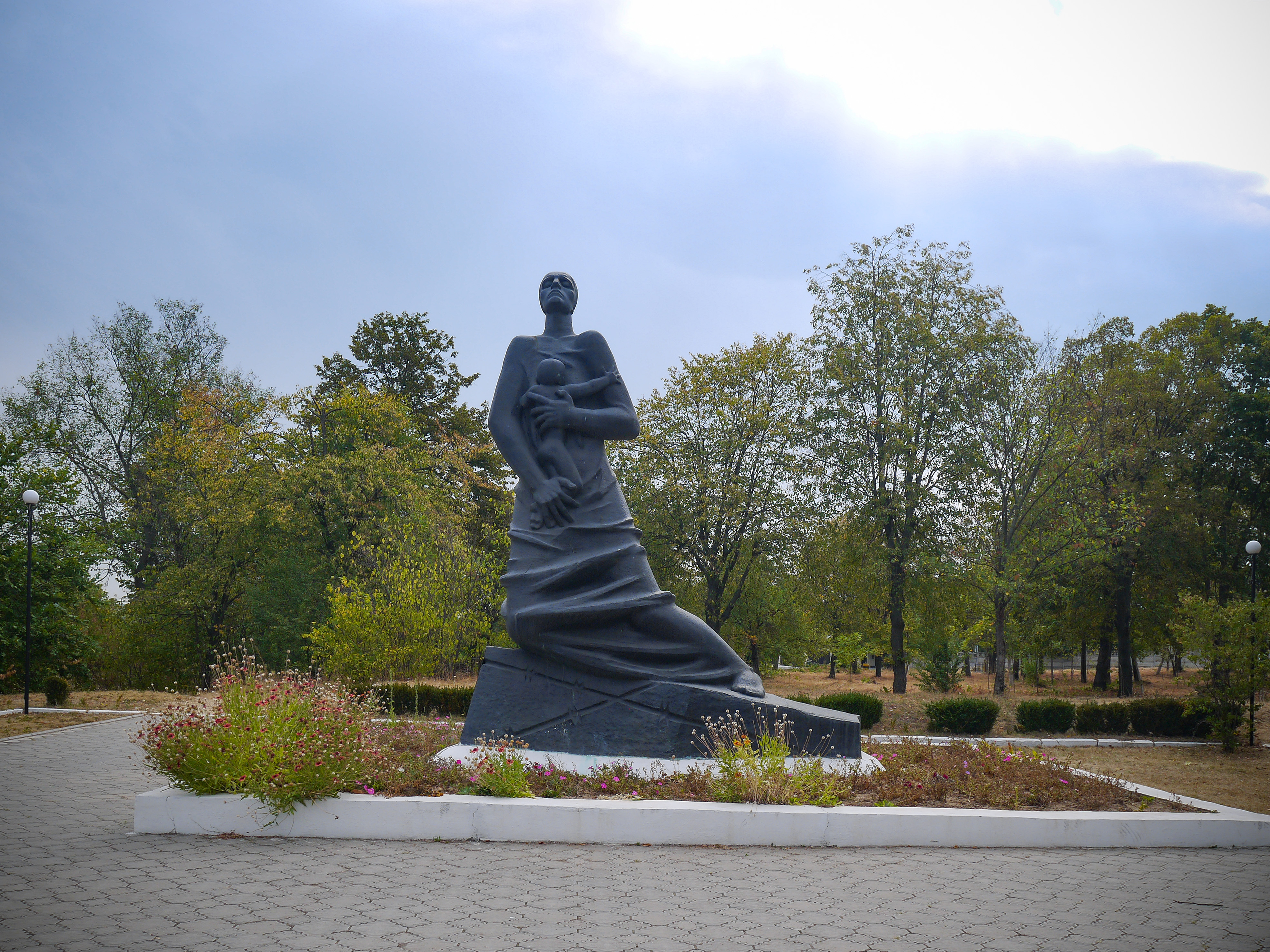
Памятник жертвам Второй мировой войны

Во время Второй мировой войны Гайсин был занят частями 11-й полевой армии Вермахта 25 июля 1941 г. В соответствии с подписанным 30 августа в Бендерах соглашением между немецким и румынским командованием Гайсин, в отличие от Могилёв-Подольского, вошёл не в состав «Транснистрии», а в состав Рейхскомиссариата Украина.
Оккупация Гайсина продолжалась почти 32 месяца. В этот период в районе Гайсина находились немецкие концлагеря Stalag 329/Z и Stalag 348 (3/43 — 8/43). По разным оценкам за время оккупации на северо-восточной окраине города (урочище Белендийка) немцы расстреляли от 8000 до 10 000 человек — в основном местных евреев и евреев специально привозившихся сюда для уничтожения из других оккупированных районов. Во время первого массового расстрела 16 сентября 1941 г. было убито около трёх тысяч (по другим данным — 1300) евреев, 17 сентября расстреляно ещё три тысячи человек. В последующие дни было расстреляно около четырёх тысяч евреев, доставленных из окрестных мест. Расстрелы производились также в октябре 1941-го и 7—10 мая 1942 года. К концу оккупации в Гайсине оставалось около 20 евреев. 14 марта 1944 года Гайсин был занят частями 232-й стрелковой дивизии РККА.
В 1970 году численность населения составляла 23,7 тысячи человек, основу экономики города составляла пищевая промышленность (мясокомбинат, сахарный, плодоконсервный, маслосыродельный и спиртовой заводы), также здесь действовали швейная фабрика, мебельная фабрика и медицинское училище.
В январе 1989 года численность населения составляла 25 766 человек, основой экономики являлись предприятия пищевой промышленности.

## Экономика
Предприятия и организации: спиртовой завод, завод продтоваров, хлебозавод, швейная, мебельная фабрики.

## Транспорт
- находится на трассе М12 Винница-Умань
- промежуточная железнодорожная станция Гайсин[2][3] Юго-Западной железной дороги.

## Религия
В городе имеется Украинская православная Свято-Покровская церковь и Украинская православная Свято-Николаевская церковь.

## Примечательные факты: история города — судьбы людей
- В 1874 г. в гайсинской тюрьме некоторое время содержалась Е. К. Брешко-Брешковская, деятель русского революционного движения, одна из создателей и лидеров партии эсеров, а также её Боевой организации. Известна как «бабушка русской революции».
- В Гайсине во время Первой мировой войны проходил службу известный уже к тому времени поэт-футурист, друг Маяковского, впоследствии — классик сов. литературы Николай Асеев.

«В 1915 году меня забрали на военную службу. В городе Мариуполе я проходил обучение в запасном полку. Затем нас отправили в Гайсин, ближе к Австрийскому фронту, чтобы сформировать в маршевые роты. Здесь я подружился со многими солдатами, устраивал чтения, даже пытался организовать постановку рассказа Льва Толстого о трёх братьях, за что сейчас же был посажен под арест»

- С 1928 года в Гайсине готовит кадры для системы здравоохранения одно из лучших на Украине медицинских училищ (по результатам всесоюзного соревнования коллективов высших и средних медицинских и фармацевтических учебных заведений училище дважды — в 1986 и 1987 — завоёвывало третье место по СССР)[73].
- Известный русский писатель Виктор Некрасов упоминает довоенный Гайсин в своей автобиографической книге «Маленькие портреты». Он бывал здесь во время своих многочисленных гастролей, когда в 1937 играл в передвижном театре[74].
- Во время войны (в период немецкой оккупации и не менее года после прихода советских войск) в Гайсине существовал драматический театр[75]:

Неплохой был и актёрский состав. Николенко играла героинь в классическом украинском и западноевропейском репертуаре — Варка из «Безталанної», Христя из «Наймички», Маруся из «Ой не ходи Грицю та й на вечорниці», леди Милфорд из «Коварство и любовь». Тогда в гайсинском театре работала будущая «звезда» франковской сцены, молодая Нонна Копержинская. Исполнителями героических ролей были франковец Палладий Билокинь и актёр из киевского ТЮЗа Николай Пишванов (именно он играл гетмана Дорошенко в киевском спектакле, который запретили фашисты. Впоследствии к труппе присоединились талантливые супруги из филиала Киевского театра Красной армии — Евгения и Николай Кочкины (после войны он работал в Одесской оперетте). А также супруги Пьясецких — оба характерные актёры.
.
- В 1949—1951 годах в Гайсине служил дядя Владимира Высоцкого — А. В. Высоцкий. Сейчас на доме, где он жил и где у него гостил племянник, установлена мемориальная доска (ул. Энгельса, 11 / бывш. Гурвича, 7)[77].
- С июня 2011 года на восточной окраине Гайсина возле международной автотрассы E50 действует частный зоопарк, в котором среди прочих животных есть леопарды, павлины, страусы, тигр, як[78][79].
- В рамках закона о декоммунизации гайсинский горисполком своим решением от 16.10.2015 г. изменил названия 26 улиц и 13 переулков Гайсина[80].

## Гайсин в литературе

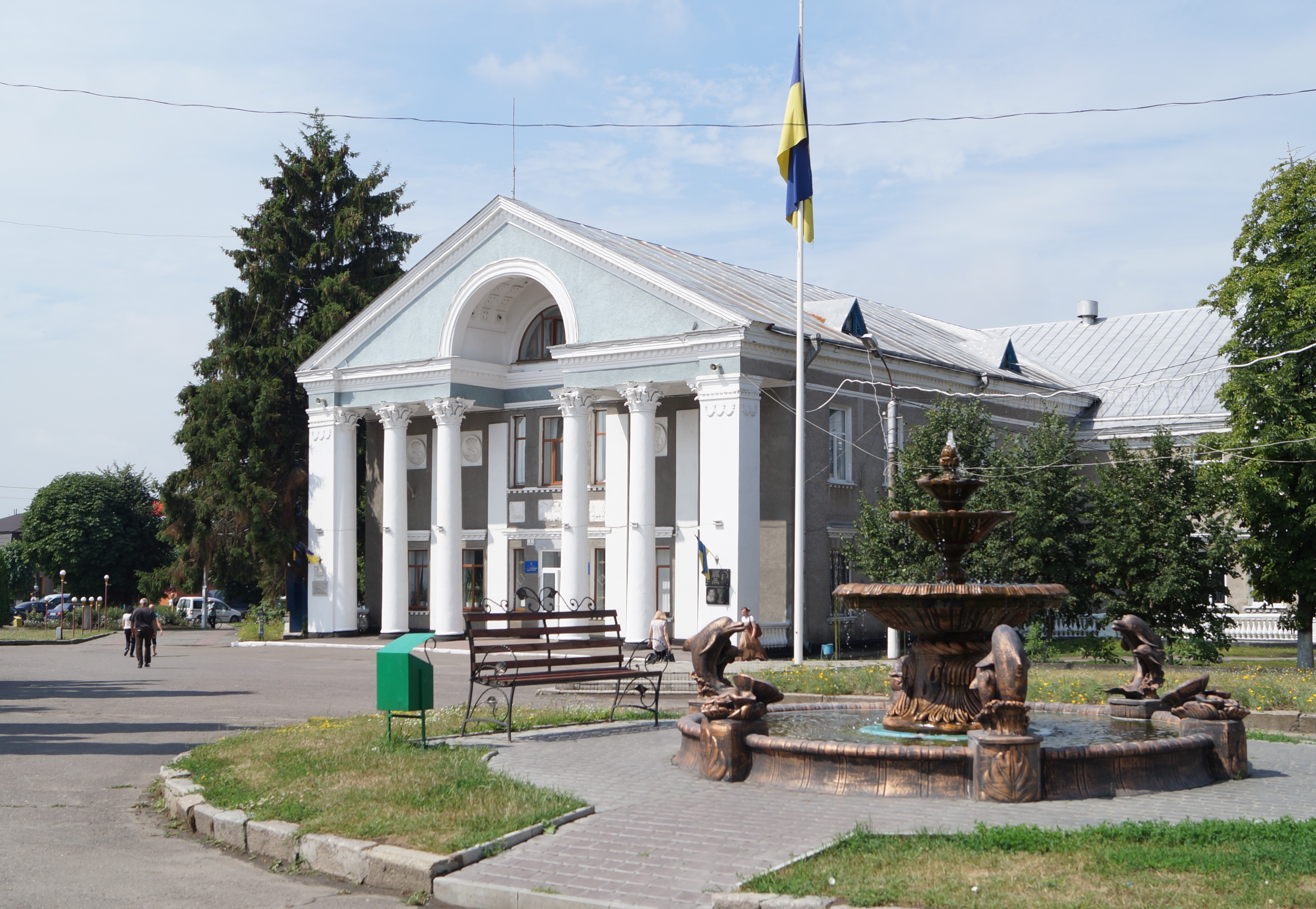
Гайсинский дом культуры

- Гайсин неоднократно упоминается в произведениях Шолом-Алейхема (см., напр.: Праздношатающийся[81], Чудо в седьмой день кущей[82], Быть бы свадьбе, да музыки не нашлось[83] и др.);
- В «Думе про Опанаса» Э. Багрицкого встречаем строки: «Как мы шли в колесном громе, / Так, что небу жарко, / Помнят Гайсин и Житомир, / Балта и Вапнярка»;
- Из мемуарно-краеведческих работ, посвящённых городу, можно отметить «Дети войны»[84] и «Гайсинский „Перекрёсток“»[85] местного уроженца военного журналиста Сергея Боровикова.
- В книге «100 еврейских местечек Украины. Исторический путеводитель. Вып. 2. Подолия» помещён весьма содержательный очерк «Гайсин»[86].
- Гайсину посвящена глава в «Лексиконе интимных мiст» Юрия Андруховича.

## Комментарии
1. ↑  По др. источнику Гайсин получил магдебургское право ещё в 1606.
См.: Руська (Волинська) метрика: Регести документів Коронної канцелярії для українських земель (Волинське, Київське, Брацлавське, Чернігівське воєводства) 1569—1673. — Киев, 2002. — С. 534.
Цит. по: Дорош І.
2. ↑  Вряд ли почти пятипроцентное сокращение населения можно объяснить только погрешностями статистики. Ошибка должна была бы в равной степени касаться как мужчин, так и женщин. Однако сравнительный анализ показывает, что если женское население уменьшилось на 112 человек, то мужское — на 364. Возможно, объяснение следует искать в последствиях реформы 1861, отменившей крепостное право и повысившей социальную мобильность населения.
3. ↑  Столь значительное превышение числа проживавших в городе крестьян над крестьянками косвенно свидетельствует о том, что многие из них (преимущественно мужчины), проживая в городе постоянно, оставляли семьи в сёлах; вероятнее всего, это было связано с работой.
4. ↑  169 потомственных дворян (79 м. + 90 ж.); 187 личных дворян, чиновников не из дворянства и членов их семей (90 м. + 97 ж.)
5. ↑  Вряд ли увеличение в полтора раза (6,5 тысяч евреев в 1899 против 4321 в 1897) численности еврейского населения можно объяснить внезапным массовым переселением евреев в Гайсин. Но и для ошибки эта разница слишком велика. Скорее всего, причины такой разбежности следует искать либо в методиках подсчёта, либо в источниках, на которые опирался Сецинский.
6. ↑  Переведён с должности сельского врача 2-го уч. Мог.-Под. у. (м. Копайгород) в Гайсин в 1895. — Смотри: Подольскій адресъ-календарь, 1895, с. 449